# Sarmiento (Terre de Feu)
Pour les articles homonymes, voir Sarmiento.
Sarmiento est une localité inhabitée du département de Río Grande, dans la province de Terre de Feu, Antarctique et Îles de l’Atlantique Sud, au sud de l'Argentine. Sarmiento est située au nord du lac Fagnano et de la réserve provinciale Corazón de la Isla, sur la grande île de la Terre de Feu.
Il est possible d'y accéder par la route nationale 3, par la route provinciale E. La localité se trouve à 278 mètres d'altitude et à 55 km d'Ushuaïa à vol d'oiseau.